# Оу Юйшань
Оу Юйшань (кит. 欧钰珊, род. 13 января 2004) — китайская гимнастка. Неоднократная призёрка чемпионатов своей страны. Участница Олимпийских игр в Токио (2021). По юниорам в 2019 году представляла Китай на чемпионате мира, завоевав командное серебро и две медали в личных соревнованиях.

## Карьера

### 2019
В январе 2019 года девушке было присвоено звание Мастера спорта.
Летом на первом в истории юниорском чемпионате мира в Дьерe (Венгрия) она завоевала бронзу в личном многоборье и два серебра: в командном многоборье и в вольных упражнениях.

### 2021
На национальных предолимпийских тестах выступала с травмой ноги, поэтому не исполняла вольные упражнения. На первых тестах победила в упражнении на бревне с результатом 15,633 балла, на вторых показала третий результат с суммой 15,100 баллов. Решением тренерского штаба включена четвёртым номером в состав национальной Олимпийской команды.